# ریکاردو زامپایا
ریکاردو زامپایا (انگلیسی: Riccardo Zampagna؛ زادهٔ ۱۵ نوامبر ۱۹۷۴) بازیکن فوتبال اهل ایتالیا است.
از باشگاه‌هایی که در آن بازی کرده‌است می‌توان به باشگاه فوتبال پروجا، باشگاه فوتبال کوزنتسا کالچو، باشگاه فوتبال مسینا، باشگاه فوتبال روبور سیه‌نا، باشگاه فوتبال کاتانیا، باشگاه فوتبال تریستیانا، باشگاه فوتبال آتالانتا، باشگاه فوتبال ساسولو، باشگاه فوتبال ویچنزا، باشگاه فوتبال اتلتیکو آرتزو، و باشگاه فوتبال ترنانا اشاره کرد.